# Rhagio morulus
Rhagio morulus är en tvåvingeart som beskrevs av Akira Nagatomi 1971. Rhagio morulus ingår i släktet Rhagio och familjen snäppflugor. Inga underarter finns listade i Catalogue of Life.